# Roosevelt (Utah)
Roosevelt è un comune degli Stati Uniti d'America, nella contea di Duchesne nello Stato dello Utah.